# Giáo hoàng Gioan IV
Gioan IV (Tiếng Latinh: Joannes IV) là vị giáo hoàng thứ 72 của Giáo hội Công giáo. Theo niên giám tòa thánh năm 1861 thì ông đắc cử Giáo hoàng vào năm 640 và cai quản giáo hội trong 1 năm 9 tháng 18 ngày. Niên giám tòa thánh năm 2003 xác định triều đại của ông kéo dài từ ngày 24 tháng 12 năm 640 cho tới ngày 12 tháng 10 năm 642.
Truyền thống cho rằng John IV là người Dalmatia sinh tại Saloona vào khoảng năm 580. Người ta ghi nhận về ông rằng vào đầu triều Giáo hoàng, ông đã vứt bỏ bản trình bày tín lý (Ecthèse), một mưu toan của hoàng đế Byzantin, Heraclinus I, nhằm giải hòa thuyết chính thống và thuyết Nhất ý; theo đó đúng là có hai bản tính trong Đức Kitô (nhân tính và thần tính) nhưng chỉ có một ý chí (thần linh) mà thôi.
Vấn đề lạc thuyết Monothelisme xuất hiện vào khoảng năm 620 dưới đời Giáo hoàng Honorius I do thượng phụ giáo chủ Serginus và hoàng đế Heraclinus chủ trương chúa Ky-tô chỉ có một ngôi vị độc nhất. Thực ra, giáo chủ Serginus muốn tái lập sự thống nhất tinh thần trong Giáo hội Đông phương từng bị xâu xé bởi giáo phái Monophysisme (từ giữa thế kỷ V). Ông này tưởng rằng sẽ tìm được một công thức làm hài lòng cả người công giáo theo công đồng Calcedonia lẫn đối phương tức Monophysisme. Nhưng sự hòa giải đó lại được đặt trên một giáo lý mập mờ và sai lầm, khiến cho mỗi bên tùy theo lập trường của mình giải thích. Đó là lý do để giáo thuyết bị Giáo hoàng Gioan IV và các Giám mục Phi châu lên án.
Gioan IV cố gắng đưa những tín hữu lầm lạc của Ai Cập trở về đường chân lý. Đức John theo đường lối của vị tiền nhiệm và bảo vệ, đặc biệt, các công trình và đồ lưu niệm của Đức Honorius. Ngài cho đưa di tích của các vị tử đạo Venantius, Anastasius và Maurus về đền thờ Lateranus và phong chức 28 linh mục và 18 Giám mục để khẳng định đức tin của họ.